# 補助銀貨
補助銀貨（ほじょぎんか）とは、正貨である本位貨幣を補助する目的で発行される小額面の硬貨のうち、比較的高額の硬貨に用いられる、銀を主成分とする貨幣を言う。金本位制や銀本位制が廃止されて以降、補助銀貨とは称しないが、1960年代頃まで多くの国々で素材価値と額面価値がリンクしない硬貨としての銀貨が一般流通用として発行されていた。

## 概要
本位銀貨においては、標記額面と実質価値に差がなく、概ね90%程度以上の銀純度を持って鋳造されるが、補助銀貨においては、品位を下げるか、量目を減らすか、またその両方である定位貨幣が多く、多くの場合限定通用力しか有していない。
補助銀貨や硬貨としての銀貨は銀価格の高騰と、銀の工業利用の急増により、アメリカ、日本、ヨーロッパ諸国など殆どの国々で概ね1970年代半ばまでに姿を消し、白銅貨やニッケル貨に置き換えられた。
20世紀半ば過ぎ頃まで鋳造されていた諸国の硬貨としての銀貨の品位は、フランスの5フラン、スイスの5フランが.835、オランダの2.5ギルダーが.720、ドイツの5マルクが.625、アメリカの50セントは.400であった。

## 日本
近代日本では新貨条例施行で登場した洋式貨幣のうち、5銭硬貨から50銭硬貨の4種類が初めて補助銀貨として鋳造された。これらの補助銀貨は品位.800であった。明治39年（1906年）から大正7年（1918年）頃は銀価格が上昇し補助銀貨に鋳潰しの恐れが生じたため量目変更など改正を迫られる場面もあった。
また、戦後初の銀貨として登場した100円銀貨は臨時通貨法を根拠法とした臨時補助貨幣としての銀貨であった、こちらは品位.600であり、上質な銀貨ではなかった。なおこの100円銀貨は1988年施行の通貨の単位及び貨幣の発行等に関する法律によって貨幣と見做されることになり現在も法定通貨である。

## アメリカ
アメリカにおいては1873年にそれまでの金銀複本位制が破棄され金本位制となり、本位金貨に対し、1/2ドル、1/4ドル、1ダイムの硬貨が補助銀貨として発行されていた。1933年までは法貨としての通用制限額が5ドルとされていたが、1933年に銀貨の通用制限額が撤廃された
。
1ドル銀貨については1878年から再び発行され法貨として無制限通用となったものの、本位貨幣としての自由鋳造は認められず政府が必要に応じて銀地金を市場価格で購入して造幣局で銀貨に鋳造する定位貨幣であった。